# Ramones Mania
Ramones Mania är rockbandet Ramones första samlingsalbum, utgivet i maj 1988 med låtar från deras tio första studioalbum. Det är gruppens bäst säljande album och det enda som sålt guld i USA.

## Låtlista
Sida ett
1. "I Wanna Be Sedated" (Joey Ramone) - 2:29
2. "Teenage Lobotomy" (Ramones) - 2:00
3. "Do You Remember Rock 'N' Roll Radio?" (Joey Ramone) - 3:50
4. "Gimme Gimme Shock Treatment" (Ramones) - 1:40
5. "Beat on the Brat" (Joey Ramone) - 2:30
6. "Sheena Is a Punk Rocker" (Joey Ramone) - 2:47
7. "I Wanna Live" (Dee Dee Ramone, Daniel Rey) - 2:36
8. "Pinhead" (Dee Dee Ramone) - 2:42

Sida två
1. "Blitzkrieg Bop" (Tommy Ramone, Dee Dee Ramone) - 2:12
2. "Cretin Hop" (Dee Dee Ramone) - 1:55
3. "Rockaway Beach" (Ramones) - 2:06
4. "Commando" (Ramones) - 1:50
5. "I Wanna Be Your Boyfriend" (Tommy Ramone) - 2:24
6. "Mama's Boy" (Dee Dee Ramone, Johnny Ramone, Tommy Ramone) - 2:09
7. "Bop 'Til You Drop" (Dee Dee Ramone, Johnny Ramone) - 2:09
8. "We're a Happy Family" (Ramones) - 2:39

Sida tre
1. "Bonzo Goes to Bitburg" (Jean Beauvoir, Johnny Ramone, Joey Ramone, Dee Dee Ramone) - 3:57
2. "Outsider" (Dee Dee Ramone) - 2:10
3. "Psycho Therapy" (Johnny Ramone, Dee Dee Ramone) - 2:35
4. "Wart Hog" (Dee Dee Ramone, Johnny Ramone) - 1:54
5. "Animal Boy" (Dee Dee Ramone, Johnny Ramone) - 1:50
6. "Needles and Pins" (Sonny Bono, Jack Nitzsche) - 2:20
7. "Howling at the Moon (Sha-La-La)" (Dee Dee Ramone) - 3:25

Sida fyra
1. "Somebody Put Something in My Drink" (Richie Ramone) - 3:23
2. "We Want the Airwaves" (Joey Ramone) - 3:20
3. "Chinese Rock" (Dee Dee Ramone, Richard Hell) - 2:28
4. "I Just Want to Have Something to Do" (Joey Ramone) - 2:41
5. "The KKK Took My Baby Away" (Joey Ramone) - 2:31
6. "Indian Giver" (Ritchie Cordell, Bobby Bloom, Bo Gentry) - 2:47
7. "Rock 'N' Roll High School" (Joey Ramone) - 2:14